# Ville lucchesi
Con il termine di ville lucchesi si definiscono le dimore storiche di nobili e patrizi lucchesi costruite tra il XIV e la metà del XIX secolo, ovvero durante il periodo in cui esistette lo stato di Lucca sia come repubblica, che come signoria, principato e ducato. La gran parte delle ville sorge nel territorio delle Sei Miglia, ma alcune di esse si trovano anche nelle Vicarie ed in particolare a Bagni di Lucca e a Viareggio. La villa corrisponde dunque ad un peculiare assetto territoriale, paesaggistico ed economico ed è espressione del rapporto tra la capitale dello stato ed il contado.

## Contesto storico e culturale
La classe dirigente della Repubblica di Lucca era originariamente composta da ricchi mercanti, banchieri e fabbricanti di seta. Queste famiglie, alcune di antica nobiltà ed altre nobilitatesi progressivamente, tendevano ad interagire con il contado in due modi. Le famiglie di origine feudale restavano in genere legate alla zona di provenienza, dove avevano terreni e fattorie; queste famiglie, a seguito dell'inurbamento e come effetto della decisione di diventare cittadini di Lucca disarmavano e trasformavano i castelli in residenze da cui controllare le loro proprietà e trascorrere periodi di ozio. Le famiglie di origine urbana investivano parte dei capitali accumulati grazie alle attività imprenditoriali proprio nel contado; in tal caso la residenza era costruita appositamente per seguire lo sviluppo degli investimenti agrari. In genere le proprietà erano acquistate nel territorio delle Sei Miglia, ovvero quello che si estendeva attorno a Lucca, appunto per sei miglia in ogni direzione. Questo territorio era fertile, fedele alla Repubblica e sufficientemente vicino alla città da permettere di rientrarvi rapidamente in caso di emergenza.